# Pierre Le-Tan
Pierre Le-Tan né le 5 juin 1950 à Neuilly-sur-Seine (Seine) et mort le 17 septembre 2019 à Villejuif (Val-de-Marne) est un illustrateur, dessinateur, peintre et décorateur français.
Il est le créateur de nombreuses couvertures de magazines et d’éditions d’œuvres littéraires. Il est également l'auteur de recueils et d'albums, de dessins pour la publicité, d'objets et motifs de décoration d'intérieur et d'un décor de film.

## Biographie
Pierre Le-Tan est né en 1950 à Neuilly-sur-Seine (Seine).
Son père, le peintre vietnamien Lê Phổ (1907-2001), fils du vice-roi du Tonkin, venu en Europe en 1931 pour achever ses études aux Beaux-Arts, se fixe à Paris en 1937 . Après la Seconde Guerre mondiale, il épouse la fille d'un officier français, la journaliste française Paulette Vaux. Le couple habite rue de Vaugirard. Leurs deux fils, Pierre Le-Tan Alain Le Kim, vivent dans un milieu imprégné d'art. Pierre est dès lors initié.
Pierre Le-Tan dessine beaucoup. Dans sa jeunesse, il fréquente plusieurs salons, dont celui d'Hélène Rochas. En 1967, sur les conseils d'un ami américain de sa mère, David Rowlandson Preston,  il envoie des dessins au New Yorker, qui publie les premiers en culs de lampe dès avril 1968, il n'a que 17 ans. Sa première couverture pour le prestigieux magazine apparait le 14 février 1970. Dix-huit couvertures sont publiées avec ses illustrations entre 1970 et 1987.
Ted Riley, son agent, est également celui de Sempé et de Saul Steinberg.
Dans le monde de la presse, le New York Times Magazine, Vogue, Fortune, Madame Figaro, Tatler Magazine, Atlantic Monthly, Harper's Bazaar, Town & Country, The World of Interiors, etc., publient ses dessins, en couvertures où en pages intérieures. Pour l'édition, il illustre les livres de John Train et Mario Soldati, et les couvertures de Marcel Aymé, Harry Mathews, Peter Carey, Garrison Keillor, Nigel Williams, Bernice Rubens, Raymond Carver, Jean-Benoît Puech, collaborant en particulier avec Faber & Faber au Royaume Uni, la collection Folio, les éditions P.O.L et Le Promeneur en France…
Ses premiers ouvrages sont des livres illustrés pour la jeunesse édités dès 1977  aux Etats-Unis puis en France dès 1980. À partir de Memory Lane, en 1981, il travaille à plusieurs reprises en collaboration avec Patrick Modiano . Il compose de nombreux albums de dessins. Il dessine pour la publicité des Galeries Lafayette, de Suez, de Gucci, de Lanvin, Hermès, de la Jouvence de l’Abbé Soury. En 1997, il réalise les décors de Quadrille, film de Valérie Lemercier. Le musée Reina Sofia de Madrid lui  consacre une rétrospective en 2004.
Il a trois enfants avec son ex-épouse l'autrice Plum Le-Tan (née Lesley Cowan), Alexis, né en 1975, qui est son agent, Olympia, née en 1977 qui est styliste et pour laquelle il a réalisé de nombreux visuels, ainsi que Cléo, née en 1985, autrice du roman Une famille qui est libraire à New York.
Il vivait à Paris, place du Palais-Bourbon, avec sa seconde épouse Tobore Ukochovbara avec qui il a deux enfants, Edward et Zoé.
Il meurt le 17 septembre 2019 à l'Institut Gustave-Roussy à Villejuif,.

## Publications
- The Afternoon Cat, Pantheon Books (USA), 1977.
- Timothy’s Dream Book, Farrar, Straus & Giroux (USA), 1978.
- Happy Birthday Oliver !, Random House (USA), 1978.
- Oliver’s Picnic !, Random House (USA), 1978.
- Voyage au pôle nord, Hachette, Collection Gobelune, 1980.
- Histoires du Chat Lala, Textes de Anne Bellec, Hachette, Collection Gobelune, 1980.
- Voyage avec la sirène, Hachette, Collection Gobelune, 1981.
- Memory Lane, avec Patrick Modiano, Hachette P.O.L, 1981.
- Poupée blonde, avec Patrick Modiano, P.O.L., 1983.
- Les contraires, Hatier, 1986.
- Rencontres d’une vie : 1945-1984, Aubier, 1986.
- Paris de ma jeunesse, préface de Patrick Modiano, Aubier, 1988 ; réédition enrichie, Stock, collection « La Bleue », 2019, 147 p.  (ISBN 978-2-234-08881-8).
- Lettres de Marik Loisy, Aubier, 1989.
- Album, Aubier, 1990.
- Épaves et débris sur la plage, préface de Patrick Mauriès, Le Promeneur, 1993.
- Cléo prépare Noël, Gallimard, coll. « Jeunesse/Giboulées », 1993.
- Carnet tangérois, Le Promeneur, 1996.
- Carnet des années Pop, Gallimard, coll. « Le Cabinet des lettrés », 1997[11].
- Objets trouvés, avec des photographies d'Ivan Terestchenko, Paris, La Pionnière, 1998.
- Jardins : les vrais et les autres, texte d'Umberto Pasti, Flammarion, 2011  (ISBN 978-2-0812-6762-6).
- Les aventures de Ralph & Wulfran - ou comment ne jamais s'ennuyer, avec Emmanuel Pierre, Alma Editeur, 2012.
- Quelques collectionneurs, Flammarion, 2013[12].

## Expositions
- 1977 : librairie Gotham Book Mart (en), New York.
- 1981 : galerie Delpire, Paris.
- 1984 : galerie Bartsch et Chariau, Munich.
- 1990 : galerie Montenay, Paris.
- 1992 : galerie Bartsch et Chariau, Munich.
- 1993 : galerie Emmanuel Perrotin, Paris.
- 1994 : Espace des arts, Chalon-sur-Saône.
- 1995 : galerie Antonia Jannone, Milan.
- 1996 : galerie Paul Kasmin, New York.
- 1999 : galerie Bartsch et Chariau, Munich.
- 1999 : galerie Shiseido, Tokyo.
- 2004 : musée Reina Sofia, Madrid.
- 2009 : « Portraits », Institut français, Munich[13].
- 2009 : galerie Papers, Bruxelles.
- 2011 : « Intérieurs - extérieurs », galerie Nicolas Schwed, Paris.